# Miloš Cettl
Miloš Cettl (2. srpna 1903 Turnov – 23. ledna 1951 státní hranice u Tachova) byl český voják, režisér a agent několika tajných služeb který byl v lednu 1951 zastřelen při snaze o překročení státní hranice do Západního Německa při útěku z Československa.

## Životopis
Narodil se v roce 1903 v Turnově do rodiny profesora. V mládí absolvoval obecnou a reálnou školu v rodném Turnově. Několik let studoval na různých vojenských školách. V listopadu 1918 nastoupil do Československé armády. V roce 1924 se v ní stal důstojníkem, přičemž v roce 1930 ukončil aktivní službu v armádě a stal se členem armádních záloh (zřejmě ze zdravotních důvodů). O rok později se oženil se svou přítelkyní Miladou. Ještě před svatbou s ní měl dvě děti, po svatbě se jim narodily další tři. V roce 1929 vydal knihu s titulem Proč máme vojsko, ve které sepsal své úvahy nad tématem podoby Československé armády.

### Druhá světová válka
Počátkem 30. let se snažil založit armádní časopis, nicméně pro jeho výdej nezískal povolení a nakonec byl stíhán za trestný čin podvodu. V roce 1939 publikoval dílo Zánik Československa a jeho vojensko-politické příčiny, v němž kritizoval Edvarda Beneše a vyjadřoval se proněmecky. Po okupaci Československa se stal členem fašistické organizace Vlajka. Někdy během druhé světové války (podle některých zdrojů už v roce 1936) měl přitom začít spolupracovat s britskými zpravodajskými službami, přičemž měl donášet na agenta gestapa. S jeho ženou měl přitom navíc mít milostný poměr a zplodit syna Jiřího, jenž se narodil v roce 1942. Zároveň ale od roku 1940 sám pracoval jako agent gestapa a SD, přičemž se živil jako filmový scenárista a měl zároveň působit na oddělení schvalování scénářů. Během války měl ale zároveň pomáhat zprostředkovávat kontakty Spojencům s polskou armádou.

### Po válce
Po válce začal pracovat na československém ministerstvu vnitra. Působil přitom jako vedoucí agent v řadě západních zemí včetně Itálie, Západního Německa, Rakouska a Švýcarska. V roce 1947 se měl stát agentem československých tajných služeb, přičemž pracoval pro kontrarozvědku s působištěm na Tachovsku. Podle některých zdrojů se měl po komunistickém převratu stát agentem Státní bezpečnosti. V říjnu 1950 pak z Československa odešel v rámci své zpravodajské činnosti do Západního Německa, odkud se ovšem nevrátil ve stanoveném termínu. V lednu 1951 byl zastřelen na státní hranici při převádění několika osob.

### Závěr
Řada informací o Cettlově životě je dodnes nejasná, některé svazky byly navíc skartovány a je možné, že vzhledem k jeho zpravodajské činnosti byly některé informace dokonce zfalšovány. Průběh Cettlova života a verze některých událostí je sporná. V seznamech obětí Železné opony je často veden jako Oskar Bergmann, což bylo jedno z jím užívaných krycích jmen.
Byl režisérem filmu Kolesa dějin z roku 1945.